# Міранчук Олексій Андрійович
Олексій Міранчук (рос. Алексей Миранчук, нар. 17 жовтня 1995, Слов'янськ-на-Кубані, Росія) — російський футболіст, півзахисник клубу МЛС «Атланта Юнайтед» та національної збірної Росії.
ФІФА назвало його одним з трьох найталановитіших молодих футболістів Росії напередодні Кубку конфедерацій 2017 року. Брат-близнюк футболіста Антона Міранчука.

## Клубна кар'єра
Народився 17 жовтня 1995 року в місті Слов'янськ-на-Кубані. Вихованець кубанського футболу. Розпочав займатися в рідному Слов'янську-на-Кубані у футбольному клубі «Олімп» під керівництвом тренера Олександра Миколайовича Воронкова. Відіграв разом з братом у місцевій команді декілька років, після чого селекціонери з московського «Спартака» Борис Стрельцов та Олексій Леонов його і ще чотирьох хлопців відібрали в академію столичного клубу. За «червоно-білих» Олексій та Антон виступали на різних дитячих турнірах, у тому числі й міжнародних. Однак незабаром через нестачу фізичної потужності були відраховані. Того ж літа пройшли перегляд у школі іншої московської команди — «Локомотива», після чого їх зарахували до складу 1995 року під керівництвом Сергія Полстянова. Разом з командою став дворазовим чемпіоном Росії. 8 липня 2012 року гол Олексія у фінальному матчі, який проходив у Кримську, приніс «Локомотиву» другий титул. Юні «залізничники» перемогли з рахунком 2:0 «Краснодар». За результатами турніру Олексій Міранчук був визнаний найкращим нападником. У жовтні того ж року юнаки «Локомотива» здобули перемогу на Кубку РФС у своїй віковій групі, який проходив у Сочі. У фінальному матчі з рахунком 5:0 були розгромлені суперники з московського «Динамо». Олексій був визнаний найкращим гравцем турніру. Восени 2012 року дебютував у молодіжній першості Росії. 3 листопада в гостьовому матчі з ЦСКА за 16 хвилин до завершення матчу вийшов на заміну замість Каміля Мулліна.
Зимові збори у 2013 році розпочав з молодіжним складом під керівництвом Сергія Полстянова. Однак у лютому головний тренер «Локомотива» Славен Билич викликав Олексія Міранчука в розташування головної команди. На наступний збір в Іспанію він вже відправився з основним складом. У квітні 2013 року забив свій перший м'яч за молодіжну команду: 12 квітня — «Зеніту», чим допоміг «Локомотиву» здобути перемогу з рахунком 4:2.
20 квітня 2013 року відбувся дебют Олексія Міранчука в російській Прем'єр-лізі. У гостьовому матчі з «Кубанню» він з'явився на полі в стартовому складі. Відігравши в матчі 86 хвилин, поступився місцем Максиму Григор'єву. Свій перший гол у чемпіонаті забив 5 травня в гостьовій зустрічі з «Амкаром». Наприкінці першого тайму після навісу Майкона з флангу Олексій Міранчук головою переправив м'яч у сітку воріт Сергія Нарубіна.
У квітні 2015 року Олексій Міранчук був визнаний найкращим гравцем «Локомотива», ставши переможцем щомісячного голосування вболівальників. У травні «Локомотив» завдяки голу Олексія Міранчука в додатковий час обіграв «Кубань» і виграв кубок Росії. У травні 2015 року Олексій Андрійович Міранчук знову був названий вболівальниками кращим гравцем місяця.
На початку сезону 2015/16 років виходив в основі у стартових матчах, сприяючи безпрограшній серії Локомотива з 5 стартових матчів. Відтоді став стабільним гравцем основного складу «залізничників».
У вересні 2020 року було оголошено про його перехід до італійської «Аталанти». Сума трансферу склала 14,5 млн євро. За два роки, у серпні 2022 року, був відданий в оренду до «Торіно». Протягом сезону 2022/23 взяв участь у 29 іграх Серії A, забивши 4 голи, після чого повернувся до «Аталанти».
В липні 2024 року Міранчук перейшов до клубу МЛС «Атланта Юнайтед», з яким підписав контракт до кінця 2028 року з опцією продовження угоди ще на один рік.

## Виступи за збірні
У грудні 2012 року тренерський штаб юнацької збірної Росії на чолі з Дмитром Ульяновим викликав Олексія Міранчука на тренувальний збір команди напередодні Меморіалу Гранаткіна. Олексій провів усі п'ять матчів і разом зі збірною став переможцем турніру. На груповій стадії росіяни переграли збірну Латвії, ігри з однолітками з Греції і Словенії закінчилися з нічийним результатом, а в півфіналі і фіналі були переграні збірні України та Санкт-Петербурга.
6 вересня дебютував за молодіжну збірну в матчі зі Словенією, вийшовши на заміну. 10 вересня зіграв у матчі з Болгарією. 11 жовтня знову зіграв у матчі зі збірною Болгарією. 15 жовтня вперше вийшов у стартовому складі збірної в матчі з Данією.
У 17-річному віці потрапив до розширеного списку збірної Росії на відбірковий матч ЧС 2014 зі збірною Ірландії. Потрапив у розширений список національної збірної перед матчами з Австрією та Угорщиною.
Дебютував за першу збірну 7 червня 2015 в товариському матчі проти збірної Білорусі, вийшовши на заміну на 71-й хвилині, і в першому ж матчі забив переможний м'яч. Наразі провів у формі головної команди країни 8 матчів, забивши 2 голи.
У складі збірної був учасником розіграшу Кубка конфедерацій 2017 року у Росії, де взяв участь в одній грі.
На початку червня 2018 року був включений до заявки збірної Росії на також домашній для неї чемпіонат світу з футболу 2018. На цьому турнірі також виходив на поле в одному матчі.

## Статистика виступів

### Статистика клубних виступів
Станом на 1 липня 2023
| Сезон                 | Команда               | Чемпіонат             | Чемпіонат | Чемпіонат | Національний кубок | Національний кубок | Національний кубок | Єврокубки | Єврокубки | Єврокубки | Інші змагання | Інші змагання | Інші змагання | Усього | Усього |
| Сезон                 | Команда               | Ліга                  | Ігор      | Голів     | Ліга               | Ігор               | Голів              | Ліга      | Ігор      | Голів     | Ліга          | Ігор          | Голів         | Ігор   | Голів  |
| --------------------- | --------------------- | --------------------- | --------- | --------- | ------------------ | ------------------ | ------------------ | --------- | --------- | --------- | ------------- | ------------- | ------------- | ------ | ------ |
| 2012–13               | «Локомотив» (Москва)  | ПЛ                    | 6         | 1         | КР                 | -                  | -                  | -         | -         | -         | -             | -             | -             | 6      | 1      |
| 2013–14               | «Локомотив» (Москва)  | ПЛ                    | 8         | 1         | КР                 | 1                  | 0                  | -         | -         | -         | -             | -             | -             | 9      | 1      |
| 2014–15               | «Локомотив» (Москва)  | ПЛ                    | 17        | 1         | КР                 | 3                  | 1                  | ЛЄ        | 1         | 0         | -             | -             | -             | 21     | 2      |
| 2015–16               | «Локомотив» (Москва)  | ПЛ                    | 27        | 2         | КР                 | 2                  | 0                  | ЛЄ        | 6         | 1         | СКР           | 1             | 0             | 36     | 3      |
| 2016–17               | «Локомотив» (Москва)  | ПЛ                    | 29        | 3         | КР                 | 5                  | 2                  | -         | -         | -         | -             | -             | -             | 34     | 5      |
| 2017–18               | «Локомотив» (Москва)  | ПЛ                    | 30        | 7         | КР                 | 1                  | 0                  | ЛЄ        | 9         | 1         | СКР           | 1             | 0             | 41     | 8      |
| 2018–19               | «Локомотив» (Москва)  | ПЛ                    | 30        | 3         | КР                 | 7                  | 2                  | ЛЧ        | 6         | 0         | СКР           | 1             | 0             | 44     | 5      |
| 2019–20               | «Локомотив» (Москва)  | ПЛ                    | 27        | 12        | КР                 | 0                  | 0                  | ЛЧ        | 4         | 2         | СКР           | 1             | 2             | 32     | 16     |
| серп.-вер. 2020       | «Локомотив» (Москва)  | ПЛ                    | 4         | 2         | КР                 | -                  | -                  | -         | -         | -         | СКР           | 1             | 0             | 5      | 2      |
| Усього за «Локомотив» | Усього за «Локомотив» | Усього за «Локомотив» | 178       | 32        |                    | 19                 | 5                  |           | 26        | 4         |               | 5             | 2             | 228    | 43     |
| 2020–21               | «Аталанта»            | A                     | 25        | 4         | КІ                 | 3                  | 2                  | ЛЧ        | 3         | 1         | -             | -             | -             | 31     | 7      |
| 2021–22               | «Аталанта»            | A                     | 19        | 2         | КІ                 | 1                  | 0                  | ЛЧ+ЛЄ     | 2+3       | 0         | -             | -             | -             | 25     | 2      |
| Усього за «Аталанту»  | Усього за «Аталанту»  | Усього за «Аталанту»  | 44        | 6         |                    | 4                  | 2                  |           | 8         | 1         |               | -             | -             | 56     | 9      |
| 2022–23               | «Торіно»              | A                     | 29        | 4         | КІ                 | 2                  | 0                  | -         | -         | -         | -             | -             | -             | 31     | 4      |
| Усього за кар'єру     | Усього за кар'єру     | Усього за кар'єру     | 251       | 42        |                    | 25                 | 7                  |           | 34        | 5         |               | 5             | 2             | 315    | 56     |

### Статистика виступів за збірну
Станом на 1 липня 2023
| Дата       | Місто           | Господарі  | Результат | Гості          | Турнір                              | Голи | Примітки |
| ---------- | --------------- | ---------- | --------- | -------------- | ----------------------------------- | ---- | -------- |
| 7-6-2015   | Хімки           | Росія      | 4 – 2     | Білорусь       | товариський матч                    | 1    | 71'      |
| 14-6-2015  | Москва          | Росія      | 0 – 1     | Австрія        | Відбір до ЧЄ 2016                   | -    | 46'      |
| 31-8-2016  | Анталія         | Туреччина  | 0 – 0     | Росія          | товариський матч                    | -    | 55'      |
| 6-9-2016   | Москва          | Росія      | 1 – 0     | Гана           | товариський матч                    | -    | 58'      |
| 15-11-2016 | Грозний         | Росія      | 1 – 0     | Румунія        | товариський матч                    | -    | 61'      |
| 24-3-2017  | Краснодар       | Росія      | 0 – 2     | Кот-д'Івуар    | товариський матч                    | -    | 80'      |
| 28-3-2017  | Сочі            | Росія      | 3 – 3     | Бельгія        | товариський матч                    | 1    | 72'      |
| 5-6-2017   | Будапешт        | Угорщина   | 0 – 3     | Росія          | товариський матч                    | -    |          |
| 9-6-2017   | Москва          | Росія      | 1 – 1     | Чилі           | товариський матч                    | -    |          |
| 17-6-2017  | Санкт-Петербург | Росія      | 2 – 0     | Нова Зеландія  | Кубок Конфедерацій                  | -    | 90'      |
| 7-10-2017  | Москва          | Росія      | 4 – 2     | Південна Корея | товариський матч                    | 1    | 74'      |
| 10-10-2017 | Казань          | Росія      | 1 – 1     | Іран           | товариський матч                    | -    | 56'      |
| 11-11-2017 | Москва          | Росія      | 0 – 1     | Аргентина      | товариський матч                    | -    | 82'      |
| 14-11-2017 | Санкт-Петербург | Росія      | 3 – 3     | Іспанія        | товариський матч                    | 1    | 67'      |
| 23-3-2018  | Москва          | Росія      | 0 – 3     | Бразилія       | товариський матч                    | -    | 55'      |
| 27-3-2018  | Санкт-Петербург | Росія      | 1 – 3     | Франція        | товариський матч                    | -    | 67'      |
| 30-5-2018  | Інсбрук         | Австрія    | 1 – 0     | Росія          | товариський матч                    | -    | 76'      |
| 5-6-2018   | Москва          | Росія      | 1 – 1     | Туреччина      | товариський матч                    | -    | 61'      |
| 25-6-2018  | Самара          | Уругвай    | 3 – 0     | Росія          | ЧС 2018 - 1-й етап                  | -    | 60'      |
| 15-11-2018 | Лейпциг         | Німеччина  | 3 – 0     | Росія          | товариський матч                    | -    | 61'      |
| 24-3-2019  | Нур-Султан      | Казахстан  | 0 – 4     | Росія          | Відбір до ЧЄ 2020                   | -    | 72'      |
| 8-6-2019   | Саранськ        | Росія      | 9 – 0     | Сан-Марино     | Відбір до ЧЄ 2020                   | -    | 61'      |
| 11-6-2019  | Нижній Новгород | Росія      | 1 – 0     | Кіпр           | Відбір до ЧЄ 2020                   | -    | 64'      |
| 16-11-2019 | Санкт-Петербург | Росія      | 1 – 4     | Бельгія        | Відбір до ЧЄ 2020                   | -    |          |
| 19-11-2019 | Серравалле      | Сан-Марино | 0 – 5     | Росія          | Відбір до ЧЄ 2020                   | 1    | 65'      |
| 12-11-2020 | Кишинів         | Молдова    | 0 – 0     | Росія          | товариський матч                    | -    | 67'      |
| 15-11-2020 | Стамбул         | Туреччина  | 3 – 2     | Росія          | Ліга націй УЄФА 2020-2021 - 1º етап | -    | 79'      |
| 18-11-2020 | Белград         | Сербія     | 5 – 0     | Росія          | Ліга націй УЄФА 2020-2021 - 1º етап | -    | 46'      |
| 24-3-2021  | Та-Калі         | Мальта     | 1 – 3     | Росія          | Відбір до ЧС 2022                   | -    | 57'      |
| 27-3-2021  | Сочі            | Росія      | 2 – 1     | Словенія       | Відбір до ЧС 2022                   | -    | 49' 77'  |
| 30-3-2021  | Трнава          | Словаччина | 2 – 1     | Росія          | Відбір до ЧС 2022                   | -    | 65'      |
| 1-6-2021   | Вроцлав         | Польща     | 1 – 1     | Росія          | товариський матч                    | -    | 63'      |
| 5-6-2021   | Москва          | Росія      | 1 – 0     | Болгарія       | товариський матч                    | -    | 78'      |
| 12-6-2021  | Санкт-Петербург | Бельгія    | 3 – 0     | Росія          | ЧЄ 2020 - 1-й етап                  | -    | 63'      |
| 16-6-2021  | Санкт-Петербург | Фінляндія  | 0 – 1     | Росія          | ЧЄ 2020 - 1-й етап                  | 1    | 85'      |
| 21-6-2021  | Копенгаген      | Росія      | 1 – 4     | Данія          | ЧЄ 2020 - 1-й етап                  | -    | 61'      |
| 1-9-2021   | Москва          | Росія      | 0 – 0     | Хорватія       | Відбір до ЧС 2022                   | -    | 46'      |
| 4-9-2021   | Нікосія         | Кіпр       | 0 – 2     | Росія          | Відбір до ЧС 2022                   | -    | 64'      |
| 7-9-2021   | Москва          | Росія      | 2 – 0     | Мальта         | Відбір до ЧС 2022                   | -    | 50' 58'  |
| 11-10-2021 | Марибор         | Словенія   | 1 – 2     | Росія          | Відбір до ЧС 2022                   | -    | 78'      |
| 11-11-2021 | Санкт-Петербург | Росія      | 6 – 0     | Кіпр           | Відбір до ЧС 2022                   | -    |          |
| Усього     |                 | Матчів     | 41        |                | Голів                               | 6    |          |

## Титули й досягнення

### Командні
Локомотив (Москва)
- Прем'єр-ліга
  -  Чемпіон (1): 2017/18
  -  Бронзовий призер (1): 2013/14
- Кубок Росії
  -  Володар (3): 2014/15, 2016/17, 2018/19
- Суперкубок Росії
  -  Володар (1): 2019

### Особисті
- Найкращий молодий футболіст чемпіонату Росії: 2013/14[22]
- Найкращий молодий футболіст Росії: 2015 (національна премія «Перша п'ятірка»)[23]